# 山崎愛仁
山崎 愛仁（やまざき まなひと、1984年6月12日 – ）は日本の俳優である。東京都出身で、所属事務所はプロダクションPANDAである。

## 来歴
- 2003年、私立関東国際高校演劇科卒[3]。
- 2003年、8月にイギリス・ロンドンへ渡る[3]。
- 2004年、LondonTheatreSchoolへ入学 ミュージカル科[3]を専攻し二年に渡り、歌・ダンス・芝居を学ぶ。
- 2006年、帰国後、賢プロダクションの付属養成所スクールデュオ[3]へ入所。
- 2007年、賢プロダクションを退所[3]し、役者としての活動を無期限休止。
- 2017年、映画「えー、今日は皆様にご報告がありまして」（監督・市川悠輔）純一役で役者復帰する。